# Удави (підродина)
Удави (Boinae) — підродина неотруйних змій родини Удавові. Має 11 родів, з яких 4 вимерлі, та 35 видів.

## Опис
Загальна довжина представників цієї підродини коливається від 50 см до 11 м. Голова витягнута. Тулуб стрункий, міцний, кремезний. Відсутня надочна кістка. Підхвостові щитки розташовані в 1 рядок.
Забарвлення різних кольорів: від жовтого до темно-коричневого

## Спосіб життя
Полюбляють лісисту, кам'янисту місцини, савани. гірське рідколісся. Здебільшого активні вночі. Більшість проводить життя на деревах або чагарниках, низка видів пересувається суходолом. Значна частина гарно плаває та пірнає. Харчуються ссавцями, ящірками, зміями.
Це яйцеживородні змії. Самиці народжують до 100 дитинчат.

## Розповсюдження
Мешкають у Мексиці, Центральній та Південній Америці, Південно-Східній Азії, західній Океанії, на о.Мадагаскар.

## Роди
- Мадагаскарський удав (Acrantophis)
- Справжній удав (Boa)
- Тихоокеанський удав (Candoia)
- Вузькочеревний удав (Corallus)
- Гладкогубий удав (Epicrates)
- Анаконда (Eunectes)
- Деревний мадагаскарський удав (Sanzinia)
- †Bavarioboa
- †Boavus
- †Tallahattaophis
- †Titanoboa